# Orquestra de Cambra de Granollers
L'Orquestra de Cambra de Granollers (OCGr) és una orquestra de cambra que va ser creada el 1992. Va néixer per oferir continuïtat a les formacions orquestrals del Conservatori Josep M. Ruera de Granollers per tal que els alumnes que consideraven la possibilitat de professionalitzar-se tinguessin un espai on treballar com a músics d'orquestra. Va néixer, doncs, com a orquestra per a músics en vies de professionalització i va ser impulsada per qui aleshores era director de l'Escola Municipal de Música i Conservatori, Carles Riera.
Francesc Guillèn en va ser el primer director des de la creació fins al 2012. Des des de la inauguració del Teatre Auditori de Granollers 2002, n'és l'orquestra resident. Des del 2012 el seu director és Corrado Bolsi, un violinista italià, cap del departament de corda del Conservatori Superior del Liceu. S'ha posicionat com una de les orquestres de cambra amb més progressió i prestigi del seu país.
El 2010 es va crear la Fundació Orquestra de Cambra de Granollers per gestionar l'entitat.

## Discografia
- Xavier Monsalvatge Piano Music 1 & 2 (2010), Jordi Masó, piano, Francesc Guillèn, direcció. Naxos
- Joaquim Homs, Music for Chamber Orchestra (2007), obres de Joaquim Homs, Mozart i altres. Direcció: Francesc Guillèn. Naxos
- Schubert deixeble de Salieri (2000), obres de Salieri i Schubert. Direcció: Francesc Guillèn. Dinsic Sono